# Brander (energie)

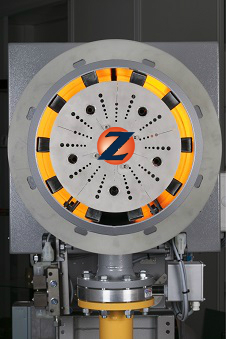
Grote brander

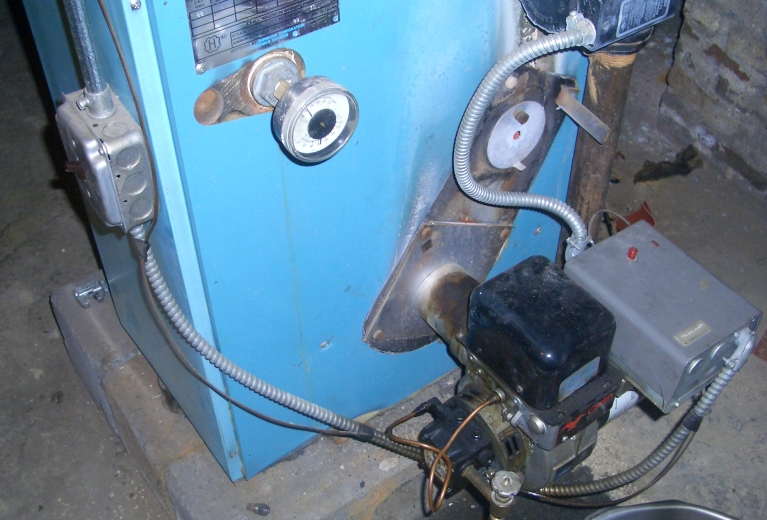
Oude stookoliebrander

Een brander is een toestel dat chemische energie omzet in thermische energie. 
Hierbij wordt een gasvormige (vb. propaan, butaan of aardgas) of vloeibare (vb. stookolie) brandstof met (lucht-) zuurstof in een continue reactie (vuur) met warmteafgifte verbrand.

## Indeling
- Aardgas:
  - Open toestellen B
  - Gesloten toestellen C
  - Premixbranders
  - Condensatieketels
- Propaan
- Butaan
- Stookolie
  - Klassieke ketels zonder condensatie
  - Condensatieketels

## Sproeiers

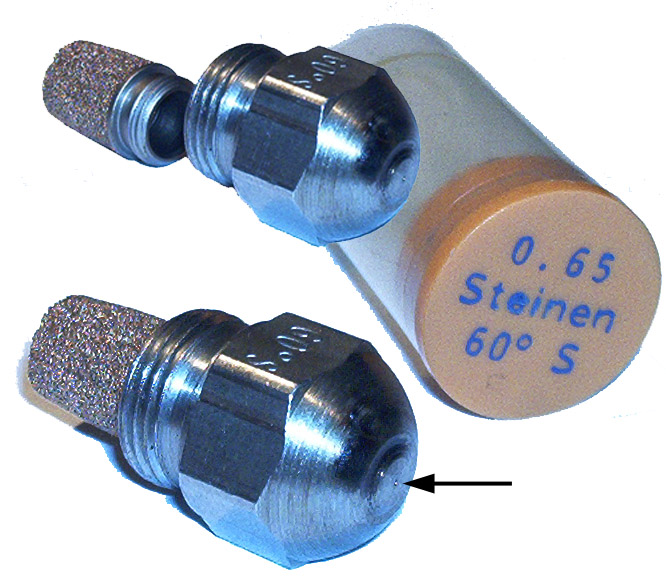
Gebruikte sproeiers van een stookoliebrander

Een stookoliesproeier is een sproeier welke stookolie inspuit in een stookoliebrander.
Door de erosie van de erdoorheen gepompte stookolie moet de sproeier ieder jaar worden vernieuwd.
De doorlaat van een stookoliesproeier wordt in USgal/h (US-Gallons per uur) aangegeven. 
Een stookoliesproeier wordt door de volgende drie kenmerken bepaald:
- Het debiet bij 7 bar pompdruk (0.65 (USgal/h))
- De sproeikarakteristiek (S)
- De sproeihoek in ° (60°)

## Oliepomp

Oliepomp

Een oliepomp bestaat uit twee delen:
- Tandwielpomp van het sikkeltype

Deze zuigt de stookolie op en verhoogt de druk in de sproeiers tot 15 bar maximum. Meestal wordt een tandwielpomp van het sikkeltype gebruikt. Dit type pomp is een eenvoudige en daardoor goedkope pomp die bestaat uit één of meerdere paren ingrijpende tandwielen met zeer geringe speling tussen de tandwielen en het pomphuis. Tandwielpompen worden wegens hun eenvoud, stabiliteit en lage prijs veel gebruikt in stookoliebranders. De gebruikte pomp heeft boven de enkelvoudige uitvoering (zonder het "eilandje" en de bewegende buitenring) het voordeel dat het debiet gelijkmatiger is.
- Drukregelaar

Om het vermogen van de brander in te stellen moet men het debiet van de pomp kunnen regelen. Dit gebeurt door een overdrukventiel. Wanneer de druk bereikt wordt (meestal 10 à 11 bar) gaat dit ventiel open en keert de overtollige stookolie via een bypass terug naar de stookolietank of pompaanzuiging.

## Elektroventiel
Dit dient om de stookolie al dan niet door te laten naar de sproeier. Dit om nadruppelen te voorkomen bij stilleggen, en om bij het opstarten te kunnen spoelen met lucht zonder dat er stookolie verneveld wordt.

## Ventilator

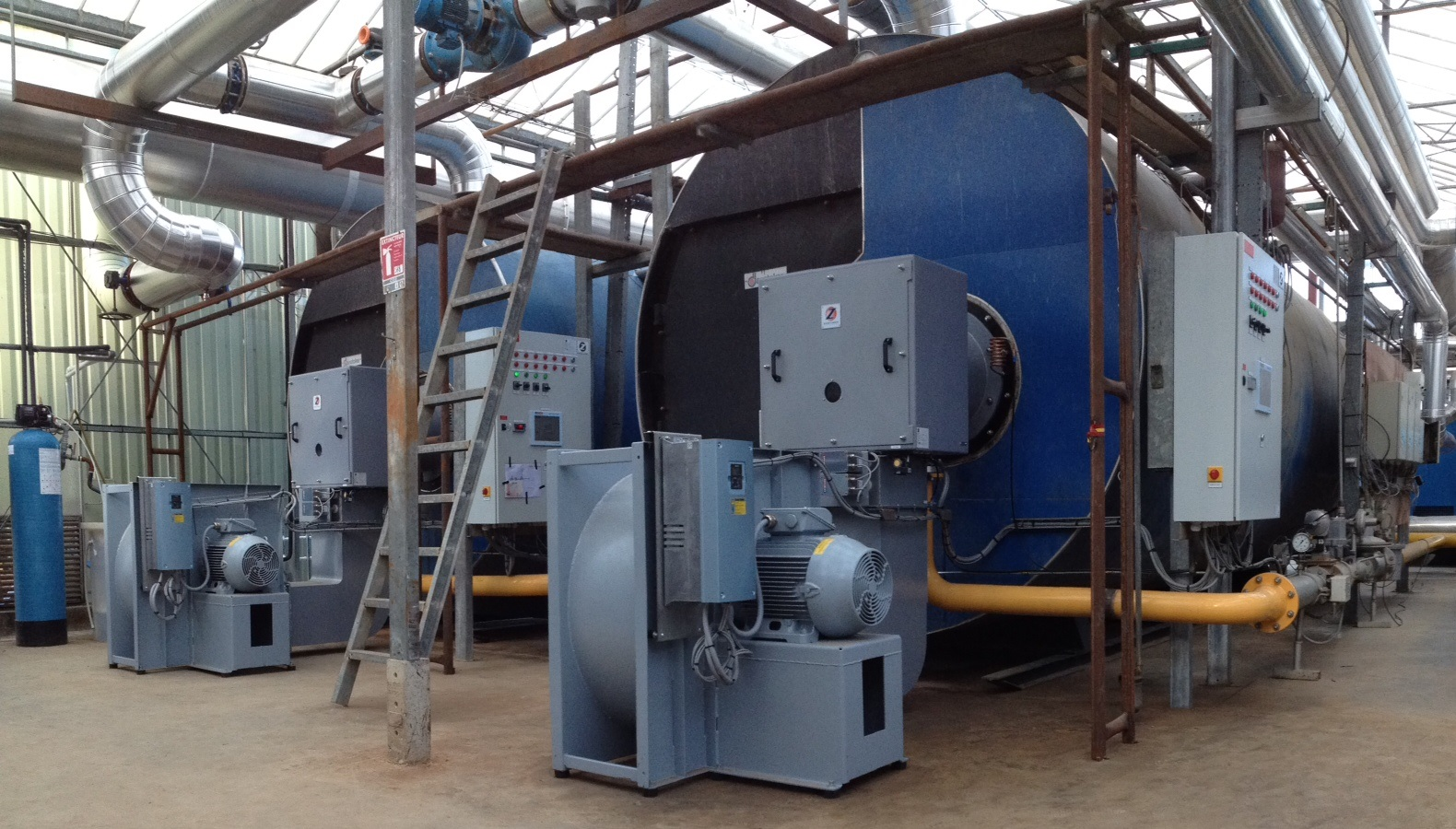
Verbrandingsventilator met frequentieregelaar voor Gas/ Olie brander

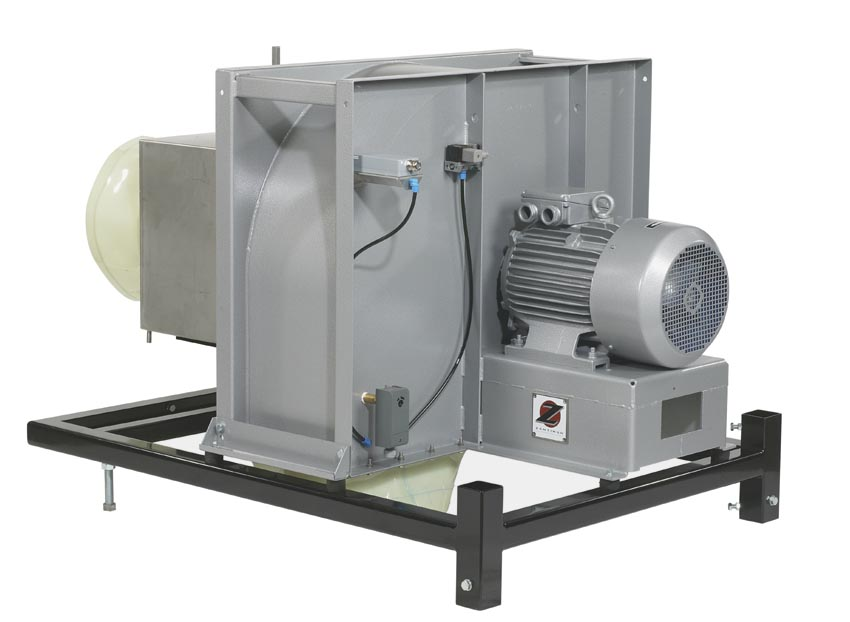
ventilator

Blaast de lucht in de verbrandingskamer. Een ventilator is een turbomachine die ervoor zorgt dat de lucht in beweging wordt gebracht. De rotor van de ventilator wordt aangedreven door een motor. Kenmerkend is dat de aangezogen lucht ogenblikkelijk verplaatst wordt. Het is een radiaalventilator of centrifugaalventilator. Hij zuigt aan in de richting van de as en blaast radiaal af.
De ventilator heeft twee belangrijke functies:  1) Voorventilatie, om de verbrandingskamer voldoende met lucht te spoelen, voordat de brander start. (zeer belangrijk bij aangejaagde gasbranders!)  2) Verbrandingslucht bezorgen voor de brander. (Deze wordt meestal geregeld, met een regelbare luchtklep, voor of na de ventilator)

## Elektroden en hoogspanningstransformator
De brandstofnevel wordt aangestoken met vonken veroorzaakt door hoogspanning (deze spanning kan tussen de 8.000 en 10.000 volt bedragen).

## Vlamdetectie
De aanwezigheid van een vlam kan op diverse manieren gedetecteerd worden. Ionisatie van de hete gassen (met name van kleine aansteekbranders) en UV-detectie en combinaties daarvan. Zij zijn een essentieel deel van de beveiliging. Bij het niet (tijdig) detecteren van een vlam wordt de brandstoftoevoer afgesloten.